# Pipes of Peace
| Recensione                     | Giudizio |
| ------------------------------ | -------- |
| AllMusic                       | [ 5 ]    |
| Robert Christgau               | B–       |
| Encyclopedia of Popular Music  | [ 7 ]    |
| The Essential Rock Discography | 4/10     |
| MusicHound                     | [ 9 ]    |
| Pitchfork Media                | 6.1/10   |
| PopMatters                     | [ 11 ]   |
| Q                              | [ 12 ]   |
| Rolling Stone                  | [ 13 ]   |
| The Rolling Stone Album Guide  | [ 14 ]   |
| Ondarock                       | 7/10     |

Pipes of Peace è il sesto album da solista di Paul McCartney.

## Descrizione
Il disco contiene 11 tracce, di cui 2 in duetto con Michael Jackson per i brani Say Say Say e The Man; la prima in particolare si è rivelata la hit dell'album: Composta da McCartney nel 1982 e registrata con Jackson nel 1983, il singolo si rivelò un grandioso successo, specialmente negli Stati Uniti dove raggiunse la 1ª posizione della Billboard Hot 100 che mantenne per 6 settimane consecutive. Il 45 giri andò a incrementare anche le vendite di Thriller di Michael Jackson, che di lì a poco sarebbe diventato l'album più venduto di sempre.
In seguito a Say Say Say dall'album furono estratti altri singoli, tra cui la title track, accompagnata da un video decisamente originale che cita un episodio realmente accaduto durante la prima guerra mondiale: la tregua di Natale del 1914.
Paul interpreta il ruolo di due ufficiali nemici, uno inglese e l'altro tedesco: entrambi ricevono posta da casa, una lettera accompagnata dalla foto della rispettiva moglie. È la vigilia di Natale, sul fronte non si spara, i due ufficiali escono con circospezione dalle trincee e, seguiti dalle rispettive truppe, fraternizzano, s'incontrano nella "terra di nessuno" stringendosi la mano e dando addirittura vita ad una partita di calcio. L'incantesimo si interrompe però allo scoppio di una bomba che li fa tornare ognuno nella propria trincea con in mano la foto della moglie del nemico.
Anche questo singolo ebbe un buon successo, piazzandosi al 1º posto nella classifica del Regno Unito, ma su Billboard non riuscì a entrare in top 10.
Pipes Of Peace fu certificato dalla RIAA disco di platino, per aver venduto oltre 1 milione di copie negli Stati Uniti; in tutto il mondo ha venduto oltre 4 milioni di copie.
Nel disco molti ospiti d'eccezione: Geoff Whitehorn dei Procol Harum suona la chitarra acustica in Through our love.

## Tracce
1. Pipes Of Peace - 3:26
2. Say Say Say (duetto con Michael Jackson) - 3:58
3. The Other Me - 4:01
4. Keep Under Cover - 3:09
5. So Bad - 3:22
6. The Man (duetto con Michael Jackson) - 3:59
7. Sweetest Little Show - 2:53
8. Average Person - 4:36
9. Hey Hey Hey (Paul McCartney, Stanley Clark) - 2:58
10. Tug of Peace - 2:59
11. Through Our Love - 3:33

### Bonus track ristampa CD 1993
1. Twice In A Life Time - 3:06
2. We All Stand Together - 4:29
3. Simple As That - 4:19

## Formazione
- Paul McCartney: voce, basso, chitarra, pianoforte, tastiera, sintetizzatore, batteria
- Linda McCartney: tastiera, cori
- Steve Gadd: batteria
- Eric Stewart: chitarra, cori
- Ringo Starr: batteria
- Denny Laine: chitarra, cori, tastiera
- Dave Mattacks: batteria
- Hughie Burns: chitarra
- James Kippen: tabla in Pipes of Peace
- Geoff Whitehorn: chitarra
- Stanley Clarke: basso, voce
- Gavyn Wright: violino
- Jerry Hey: arpa, corno
- Gary Grant: corno
- Gary Herbig: flauto
- Andy Mackay: sax
- Ernie Watts: sax
- Chris Hammer Smith: armonica a bocca
- Michael Jackson: cori e voce aggiuntiva (brani 2 e 6)
- Petalozzi's Children's Choir: cori in Pipes of Peace

## Classifiche

### Classifiche settimanali
| Classifica (1983/84) | Posizione massima |
| -------------------- | ----------------- |
| Australia            | 9                 |
| Austria              | 15                |
| Canada               | 10                |
| Francia              | 13                |
| Germania             | 20                |
| Giappone             | 5                 |
| Italia               | 8                 |
| Norvegia             | 1                 |
| Nuova Zelanda        | 38                |
| Paesi Bassi          | 11                |
| Regno Unito          | 4                 |
| Spagna               | 3                 |
| Stati Uniti          | 15                |
| Svezia               | 4                 |
| Svizzera             | 12                |

### Classifiche di fine anno
| Classifica (1983) | Posizione |
| ----------------- | --------- |
| Francia           | 43        |
| Italia            | 33        |
| Regno Unito       | 33        |
| Classifica (1984) | Posizione |
| Regno Unito       | 67        |
| Spagna            | 9         |
| Stati Uniti       | 98        |